# Пилок

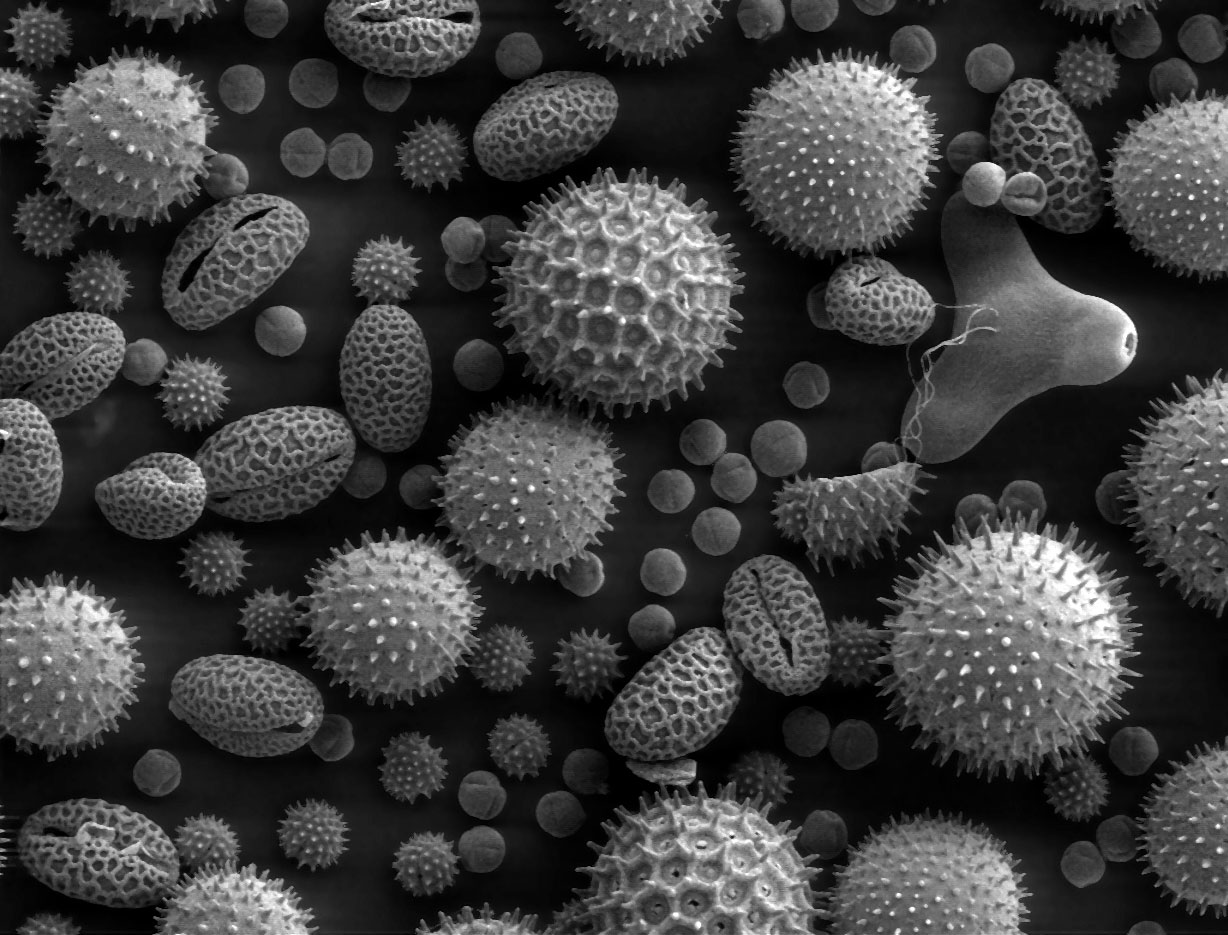
Пилок під електронним мікроскопом.

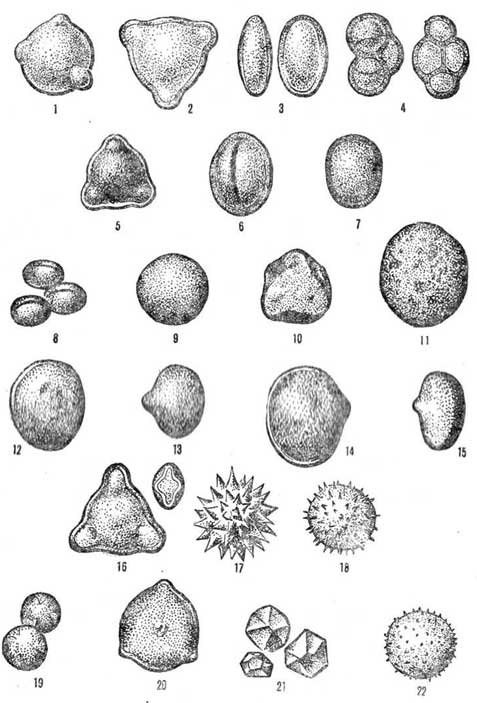
Квітковий пилок різних рослин: 1 — біла акація (Robinia pseudoacacia); 2 — глід (Crataegus laevigata); 3 — волошка синя (Centaurea cyanus); 4 — верес (Calluna vulgaris); 5 — вишня (Cerasus); 6 — гречка (Fagopyrum); 7 — гірчиця (Sinapis); 8 — верба (Salix); 9 — капуста (Brassica rapa); 10 — липа дрібнолиста (Tilia cordata); 11 — кукурудза (Zea mays); 12 — конюшина біла (Trifolium repens); 13 — конюшина гібридна (Trifoliu m hybridum); 14 — конюшина лучна (Trifolium pratense); 15 — люцерна (Medicago); 16 — малина (Rubus idaeus); 17 — стокротки (Bellis perennis); 18 — мальва (Malva); 19 — мак (Papaver); 20 — огірок (Cucumis sativus); 21 — кульбаба (Taraxacum officinale); 22 — соняшник (Heliánthus ánnuus).

Пило́к (лат. pollen) — порошок, що складається з пилкових зерен. Пилкові зерна, це чоловічі гаметофіти рослини. Вони складаються з двох клітин з гаплоїдним набором хромосом — вегетативної (з якої розвивається пилкова трубка) та генеративної (з якої розвиваються спермії). Кожне пилкове зерно вкрите подвійною оболонкою, зовнішньою та внутрішньою. Міцна оболонка захищає клітини протягом всього шляху від тичинки однієї квітки до маточки іншої.
Вивченням пилку займається палінологія.

## Утворення пилку
Пилок виробляється у мікроспорангії (який міститься у пиляку квітки покритонасінних, мікростробілах голонасінних та інших насінних рослин). У покритонасінних пилок утворюється на пиляку. Внутрішній (спорогенний) шар пиляку, поділяючись, формує клітини археоспорія. З них способом мітозу утворюються диплоїдні клітини мікроспор, які пізніше, поділяючись способом мейозу, дають вже гаплоїдні клітини мікроспор. У кожному пиляку звичайно виникають чотири гнізда з мікроспорами, які звичайно ще до розкриття пиляків починають ділитися способом мітозу без цитокінезу (без утворення оболонки між клітинами). Внаслідок такого поділу виникає проросла мікроспора, яка називається пилковим зерном, з двома неоднаковими голими клітинами. Більшу з них називають клітиною пилкової трубки, сифоногенною або вегетативною, а меншу — генеративною. У деяких рослин генеративна клітина, знаходячись в пиляку, ще раз поділяється способом мітозу, і дає дві. Тоді пилинка стає триклітинною. В інших рослин спермії утворюються дещо пізніше.

## Структура пилку
Кожне пилкове зерно містить вегетативну (не статеву) клітину (у більшості покритонасінних рослин це одна клітина, але в деяких насінних це кілька клітин) та генеративну (статеву) клітину, що містить два ядра: ядро трубки (з якого розвивається пилкова трубка) та генеративне ядро (котре ділиться, та утворює дві клітини сперміїв). Ці клітини оточені клітинною стінкою, яка містить багато целюлози та називається інтиною, та міцною зовнішньою стінкою, що складається в основному зі спорополеніну, та називається екзиною.
Екзина буває вкрита потовщеннями у вигляді виростів, горбочків, шишечок, сіточки, і має тонші місця та невеличкі отвори — пори. За формою вони можуть бути кулясті, овальні, трикутні, паличкоподібні тощо. Форма, розміри та особливості поверхні у пилкових зерен дуже різноманітні. Пилкові зерна голонасінних мають крильця. Забарвлення пилинок найчастіше жовтувате чи оранжеве, але буває коричневим, червонуватим, синюватим тощо. У квітці деяких рослин утворюються тисячі і навіть мільйони пилкових зерен. Найменші пилкову зерна у рослин одного з видів роду Myosotis, вони близько 6 мкм у діаметрі. Пилок, який переноситься вітром, може мати діаметр пилкових гранул близько 90-100 мкм.
У водному середовищі пилинка легко набухає і тріскається, в зв'язку з чим квітки мають багато пристосувань, які захищають пилок від дощу. Це поникаючі квіти (конвалія, брусниця) або суцвіття (робінія), закривання в похмуру та дощову погоду квіток (горицвіт та сон-трава)та суцвіть-кошиків (у айстрових), розміщення квіток під захистом листків (липа, розрив-трава) або розміщення тичинок під пелюсткоподібними лопастями приймочок (півники).
Інтина являє собою тонку і ніжну плівку, складену переважно з пектинових речовин. Екзина, в порівнянні з інтиною відносно товста і шарувата, кутинізована, містить надзвичайно стійкі вуглеводи спорополеніни, практично нерозчинні в кислотах та лугах. Екзина в свою чергу, має два шари: зовнішній — секзина (тобто скульптурний шар), і внутрішній — некзина (тобто нескульптурний шар). Саме будова секзини дуже різноманітна взагалі, і разом з тим постійна в межах таксономічних груп, що має важливе систематичне значення. На поверхні секзини виникають різні горбочки, шишечки, гребені і т.і., для позначення яких розроблена досить складна термінологія. В екзині звичайно наявні тонкі місця і навіть наскрізні отвори, які слугують для виходу пилкової трубки. Їх називають апертурами. Розміщення і форма апертур характеризуються значною різноманітністю. За розміщенням вони можуть бути полярними чи зональними, а за формою поділяються на борозни і пори. Більшість дводольних характеризується триборознистим пилком, а для однодольних, головним чином, характерний однопоровий тип. Оскільки спородерма відзначається надзвичайною різноманітністю, і в той же час сталістю для конкретних систематичних груп, а пилок прекрасно зберігається у викопному стані — це привело до виникнення особливої галузі ботаніки — палінології, яка почала розвиток у 30-х роках 20 століття. ЇЇ результати знаходять застосування у палеоекології, палеонтології, археології та криміналістиці.

## Запилення
Запилення — процес перенесення пилку з пиляків (у покритонасінних) чи мікростробіл (у голонасінних) на жіночу статеву структуру (приймочку маточки у покритонасінних та мегастробіл у голонасінних). Воно відбувається під час цвітіння рослин. Розрізняють два способи запилення: самозапилення і перехресне.
Пилок може переноситися за допомогою комах, вітру чи води.

## Пилок у бджільництві

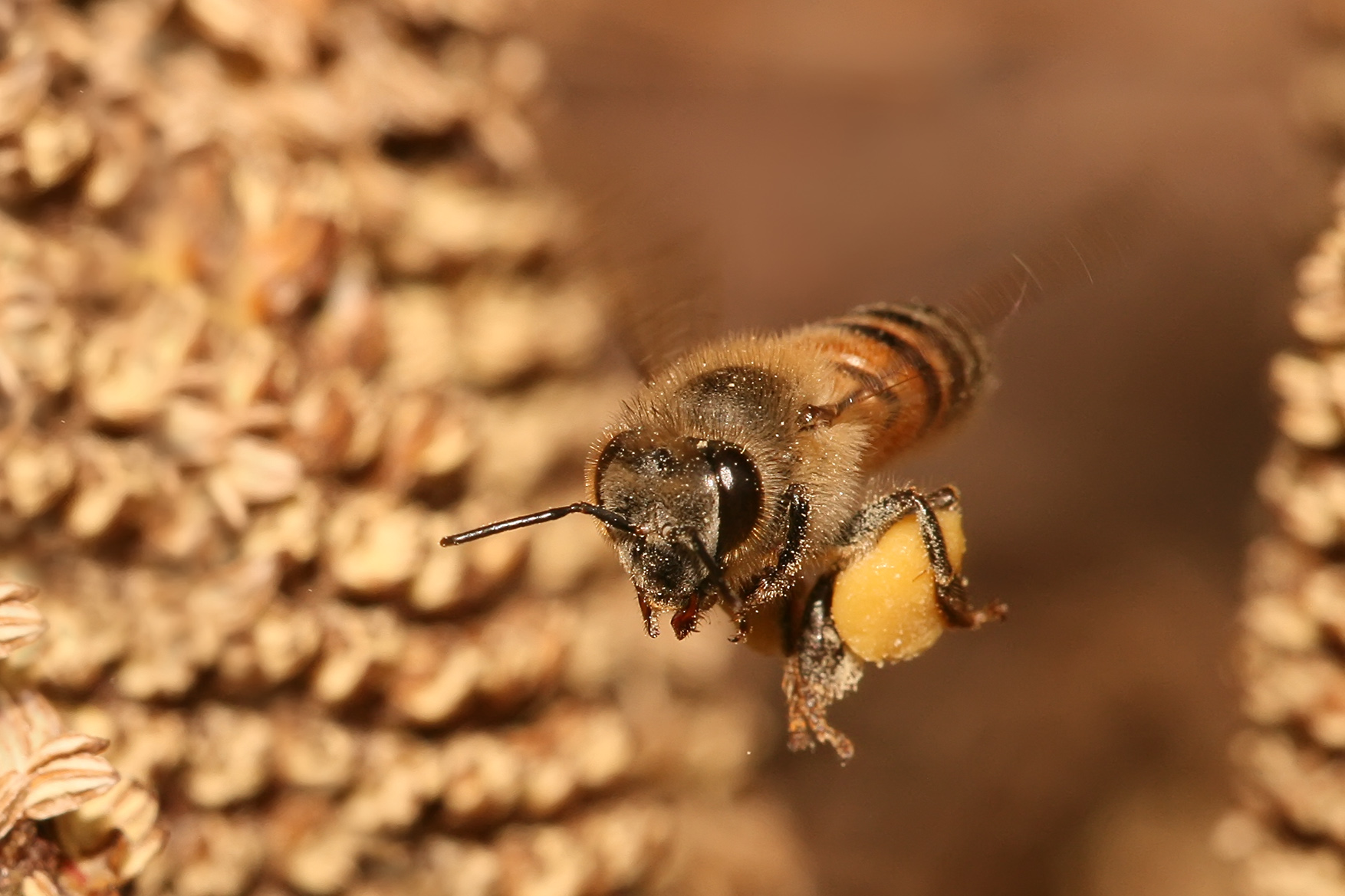
Бджола несе пилок у пилковому кошику до вулика

Квітковий пилок — це один з основних харчових продуктів бджоли. Бджолина сім'я потребує від 15 до 55 кг пилку на рік. Прилетівши на квітку, бджілка треться об тичинки і збирає на себе пилок. Потім лапками зчищає його і відправляє до рота, де змочує слиною, при цьому вносить до нього свої ферменти та знешкоджує алергени, формує маленьку грудочку і вкладає цю грудочку до пилкового кошика на задніх лапках. Тому такий пилок називається бджолиним обніжжям. Пасічник робить перешкоду на вході до вулика і грудочка обніжжя потрапляє до пилкозбірників. У такому вигляді пилок можна побачити у продажу.
У вулику бджоли переносять обніжжя до комірок, трамбують та додатково змочують свіжим нектаром. Після бродіння цукрів виділяється велика кількість молочної кислоти, яка консервує пилок і запобігає розвитку бактерій та пліснявих грибків. Утворений продукт називають пергою.

## Хімічний склад квіткового пилку (бджолиного обніжжя)
| Бджолиний пилок (обніжжя) 100 % | Бджолиний пилок (обніжжя) 100 % | Бджолиний пилок (обніжжя) 100 % | Бджолиний пилок (обніжжя) 100 % | Бджолиний пилок (обніжжя) 100 % | Бджолиний пилок (обніжжя) 100 % | Бджолиний пилок (обніжжя) 100 % |
| ------------------------------- | ------------------------------- | ------------------------------- | ------------------------------- | ------------------------------- | ------------------------------- | ------------------------------- |
| Суха речовина (83 %)            | Суха речовина (83 %)            | Суха речовина (83 %)            | Суха речовина (83 %)            | Суха речовина (83 %)            | Суха речовина (83 %)            | Волога (11 %)                   |
| Білок (23 %)                    | Ліпіди (11 %)                   | Цукри (36 %)                    | Цукри (36 %)                    | Інше (19 %)                     |                                 | Волога (11 %)                   |
| Білок (23 %)                    | Ліпіди (11 %)                   | Глюкоза (14 %)                  | Фруктоза (19 %)                 | Інше (19 %)                     |                                 | Волога (11 %)                   |

| Флавоноїди         | Не менше 8                                                                            |
| Каротин            | Не менше 11                                                                           |
| Вітаміни           | C, E, B в комплексі (ніацин, біотин, пантосетік, рибофлавін (B 2) і піридоксин (B 6)) |
| Мінерали           | K, Na, Ca, Mg, P, S. А також A1, B, C1, Cu, I, Fe, Mn, Ni, Si, Ti та Zn               |
| Амінокислоти       | Всі, в т.числі незамінні                                                              |
| Нуклеїнові кислоти | ДНК, РНК та інші                                                                      |
| Ензими             | Більш ніж 100                                                                         |
| Фітогормони        | ауксини, брасиностероїди, гібереліни , цитокініни                                     |

## Лікувальні та поживні властивості пилку
У Сполучених Штатах Америки FDA (Управління з санітарного нагляду за якістю харчових продуктів та медикаментів) не дозволяє виробникам пилку використовувати твердження про його користь для здоров'я, через те, що такі твердження не мають достатніх науково обґрунтованих доказів. До того ж, окрім небезпеки алергії, може мати місце небезпека від забруднення пестицидами, а при неправильному зберіганні — також забруднення грибами та бактеріями. Твердження виробників, що збирання пилку допомагає бджолиним сім'ям, теж є суперечливим.

## Судова палінологія
Пилок використовується у криміналістиці, тому що він може дати багато інформації про колишнє місцезнаходження людини чи об'єкта. Регіони світу, і навіть окремі близькі території з певною характерною рослинністю, будуть мати відмінний набір видів пилку. Також, наявність пилку може свідчити про конкретний місяць, в який на певний об'єкт потрапив пилок. Ці властивості пилку використовувалися при вивченні масових поховань у Боснії. Крім цього, мав місце випадок, коли наявність на одежі злочинця пилку одного з видів Hypericum допомогла довести його присутність на місці злочину.
Також, в одній з наукових робіт 2008 року виробникам зброї було запропоновано вкривати кулі пилком, або спеціальним покриттям з пилку та оксиду металу. Пилкові зерна дуже липкі, і завдяки властивостям оболонки не руйнуються при пострілі. Вони прилипають до одежі та рук особи, яка мала справу з такими кулями, і завдяки цьому можуть спростити розслідування злочинів скоєних з допомогою вогнепальної зброї. Згідно з дослідженнями науковців пилок дуже важко змити.
Втім, для реалізації такого проекту виробники зброї повинні використовувати рідкісні види пилку або спеціальні суміші пилку з оксидами, а слідчі повинні мати спеціальні прилади для визначення пилку.